# MPEG Transport Stream
MPEG Transport Stream, MTS, är ett format för distribution av digitaliserat ljud och video för framförallt digitaltv. Formatet är standardiserat av MPEG konsortiet och utökat av organisationer som DVB och ATSC för att kunna användas för digitaltv över olika media så som exempelvis kabel-tv och IPTV.
Ett MTS paket är som regel 188 bytes långt varav de 4 första innehåller information om resten av paketet. En MTS ström är multiplexad och kan innehålla parallella video- och ljudkanaler vilka identifieras och sorteras ut (ie demultiplexas) baserat på paketens fyra första bytes.
Resten av datat i MTS paketen innehåller antingen rådata, systemdata eller bådadera. I systemdatat återfinns exempelvis PCR klockan som tidsstämplar mediaströmmen så att klient och server kan synkronisera sina buffrar.
Rådatat för video och för ljud är för det mesta men inte nödvändigtvis på formatet Packetized Elementary Stream (PES), vilket ger möjlighet till ytterligare systemdata för att kunna konfigurera och synkronisera dekodrarna. I systemdatat återfinns bland annat Display Time Stamp (DTS), och Presentation Time Stamp (PTS), vilka båda styr hur dekodern skall matas med data och vad man kan förvänta sig och när ut ur denna. DTS för ljud och video används för synkronisering efter dekoder steget mot System Clock Reference (SCR).